# 朱利安·罗伯逊
‌
朱利安·罗伯逊‌（Julian Robertson，1932年6月25日—2022年8月23日）是美国对冲基金经理。他于1980年创立‌老虎基金‌（Tiger Management），一度成为全球规模最大的对冲基金（1998年管理资产超220亿美元）。2022年8月23日，罗伯逊因心脏病在曼哈顿家中去世，享年90岁。

## 早年生活与教育
朱利安·罗伯逊出生于美国北卡罗来纳州索尔兹伯里（Salisbury, North Carolina）。1955年，他毕业于北卡罗来纳大学教堂山分校（University of North Carolina at Chapel Hill），获得商业管理学位。毕业后，他在美国海军服役两年，随后进入金融行业。

## 职业生涯
1957年，罗伯逊加入基德·皮博迪公司（Kidder, Peabody & Co.），担任股票经纪人，积累了早期投资经验。1980年，他在纽约创立老虎基金（Tiger Management），初始资本为880万美元。罗伯逊采用全球宏观投资策略，结合基本面分析和市场趋势判断，投资于股票、债券、货币和大宗商品等领域。老虎基金在1980年代和1990年代取得了显著成功，1998年资产管理规模达到220亿美元，成为当时全球最大的对冲基金之一。  
然而，1998年亚洲金融危机和2000年科技股泡沫破裂期间，老虎基金因投资失利和市场波动遭受重创。2000年，罗伯逊宣布关闭老虎基金，将剩余资产返还投资者。尽管如此，他培养的“老虎幼崽”——如Chase Coleman（Tiger Global）、Lee Ainslie（Maverick Capital）等——在对冲基金行业延续了他的投资理念和影响力。  